# Psychoda pallens
Psychoda pallens és una espècie d'insecte dípter pertanyent a la família dels psicòdids que es troba a les Petites Antilles.